# Stanley Skewes
 (août 2012).
Si vous disposez d'ouvrages ou d'articles de référence ou si vous connaissez des sites web de qualité traitant du thème abordé ici, merci de compléter l'article en donnant les références utiles à sa vérifiabilité et en les liant à la section « Notes et références ».
Stanley Skewes (1899-1988) était un mathématicien sud-africain, surtout connu pour sa découverte du nombre de Skewes en 1933. Il fut l'élève de John Edensor Littlewood à l'université de Cambridge.

## Publications
- (en) « On the difference π(x) − Li(x) », J. London Math. Soc., vol. 8,‎ 1933, p. 277-283
- (en) « On the difference π(x) − Li(x) (II) », Proc. London Math. Soc., vol. 5,‎ 1955, p. 48-70